# Glossolalia
Glossolalia (do grego γλώσσα, "glóssa" [língua]; λαλώ, "laló" [falar]) é um fenômeno de psiquiatria e de estudos da linguagem, em geral ligado a situações de fervor religioso, em que o indivíduo crê expressar-se em uma língua desconhecida, por ele tida como de origem divina.
A glossolalia religiosa é o nome pelo qual algumas denominações pentecostais e correntes religiosas como a Renovação Carismática Católica denominam a capacidade de reproduzir o fenômeno conhecido por dom de línguas, descrito no segundo capítulo dos Atos dos Apóstolos., embora no referido livro o fenômeno seja explicado não como a fala de uma língua estrangeira pelos apóstolos, mas sim o fato de os estrangeiros presentes em Jerusalém entenderem em seu próprio idioma o que estes diziam: "porque cada um os ouvia falar na sua própria língua".

## Psiquiatria: sintoma
Como sintoma psiquiátrico a glossolalia é uma das manifestações religiosas, quando "o indivíduo parece estar falando uma outra língua; ele produz sons ininteligíveis, porém mantém os aspectos prosódicos da fala normal". Ressalta-se ainda que um caso de glossolalia constitui um dos estudos primordiais da ainda incipiente psicanálise, quando em 1900 o professor suíço Théodore Flournoy publicou sua obra: “Da Índia ao Planeta Marte: estudo sobre um caso de sonambulismo com glossolalia”.

## Religião e casos psiquiátricos de glossolalia
Muitos estudos psiquiátricos associam, contudo, os fenômenos religiosos modernos com os sintomas ditos glossolálicos. Neste sentido, Hempel e outros, em 2002, encontraram num universo de 148 pacientes de instituição penal, 18 casos de glossolalia, associados a delírios religiosos ou sexuais e a hiper-religiosidade, como sintomas de casos de distúrbio bipolar, comum a todos. Mais diretamente ligado ao Brasil, tem-se que os movimentos pentecostais "oferecem um ritual mágico, permeado por cantos, danças que expressam intensas emoções, o que mobiliza a adesão de fiéis, assim como a ênfase em dons, como os da profecia e da glossolalia, produzem um encantamento e um fascínio sobre as pessoas" e que os casos verificados modernamente despertaram no pesquisador sentimentos que foram da "surpresa, ao incômodo, ao desassossego, agregavam-se a curiosidade e o interesse em conhecer, entender outras referências à religião que causavam estranhamento, principalmente sobre a possessão, o exorcismo, a glossolalia, a profecia e o louvor."

## Estudos da linguagem
Com relação aos estudos da linguagem, a pesquisadora Silvana Matias Freire, do Instituto de Estudos da Linguagem da Unicamp, em 2007, publicou análise em que aborda a glossolalia sob três aspectos: religioso, patológico e lúdico. A abordagem tem por base a relação entre som e sentido e ainda a relação entre inibição e a falta de sentido no que se diz. Dentre as definições a que alude, consta aquela feita pelo neurologista André Roch-Lecours, segundo o qual a glossolalia compreende os "comportamentos linguísticos de aparências desviantes, caracterizados por um discurso fluente, articulação móvel, segmentável em termos de unidades fonéticas e inteiramente ou quase inteiramente constituído de neologismos."